# محرف تحكم
محرف التحكم (بالإنجليزية: Control character)‏ في الحوسبة والاتصالات السلكية واللاسلكية، فإن محرف التحكم أو المحرف غير القابل للطباعة (NPC) هو نقطة رمز (رقم) في مجموعة المحارف، والتي لا تمثل رمزًا مكتوبًا، يتم استخدامها كإشارات داخل النطاق لإحداث تأثيرات أخرى غير إضافة رمز إلى النص، جميع الشخصيات الأخرى تطبع بشكل رئيسي، طباعة، أو محارف رسومية، ربما باستثناء «المساحة» (انظر ASCII المحارف القابلة للطباعة).
جميع الإدخالات في جدول ASCII أسفل الرمز 32 (مجموعة رموز التحكم C0 تقنيًا) من هذا النوع، بما في ذلك CR و LF المستخدمة لفصل أسطر النص، الكود 127 (DEL) هو أيضًا محرف تحكم[بحاجة لمصدر] . أضافت مجموعات ASCII الموسعة المحددة بواسطة ISO 8859 الرموز من 128 إلى 159 كمحارف تحكم، وقد تم ذلك بشكل أساسي بحيث إذا تم تجريد البت العالي فلن يغير محرف الطباعة إلى رمز تحكم C0 ، ولكن كانت هناك بعض التعيينات هنا، وخصوصا NEL ، هذه المجموعة الثانية تسمى مجموعة C1.
تم نقل رموز التحكم الـ 65 هذه إلى Unicode . أضاف يونيكود عددًا أكبر من المحارف التي يمكن اعتبارها عناصر تحكم، ولكنها تميز بين «محارف التنسيق» هذه (مثل المحارف غير المرتبطة بالعرض الصفري)، ومحارف التحكم البالغ عددها 65 محرفًا.
تحتوي مجموعة محارف رمز التبادل العشري الثنائي المشفر (EBCDIC) على 65 رمز تحكم، بما في ذلك جميع رموز التحكم ASCII بالإضافة إلى الرموز الإضافية التي تستخدم في الغالب للتحكم في أجهزة IBM الطرفية.

## تاريخ
العلامات الإجرائية في شفرة مورس هي شكل من أشكال العلامات الكتابيه.
تم تقديم شكل من أمحرف التحكم في كود Baudot لعام 1870: NUL و DEL. أضاف رمز Murray لعام 1901 محرف الإرجاع (CR) وتغذية السطر (LF)، وتضمنت الإصدارات الأخرى من كود Baudot أمحرف تحكم أخرى.
كان محرف الجرس (BEL)، الذي يقرع الجرس لتنبيه المشغلين، أيضًا أحد رموز التحكم في الكتابة عن بُعد.
كما تسمى أمحرف التحكم أيضا ب «مؤثرات التنسيق».

## في ASCII
تتضمن أمحرف التحكم في ASCII التي لا تزال شائعة الاستخدام ما يلي:
- 0 (null ، NUL ، \0 ، ^@)، القصد به في الأصل أن يكون محرفًا متجاهلاً، ولكنه يستخدم الآن من قبل العديد من لغات البرمجة بما في ذلك C لتمييز نهاية السلسلة.
- 7 (bell ، BEL ، \a ، ^G)، مما قد يتسبب في إصدار الجهاز لتحذير مثل صوت الجرس أو صوت الصفير أو وميض الشاشة.
- 8 (مسافة للخلف، BS ، \b ، ^H)، قد تطبع فوق المحرف السابق.
- 9 (علامة التبويب الأفقية، HT ، \t ، ^I)، تنقل موضع الطباعة يمينًا إلى علامة الجدولة التالية.
- 10 (تغذية الخط، LF ، \n ، ^J)، يحرك رأس الطباعة لأسفل سطرًا واحدًا، أو إلى الحافة اليسرى ولأسفل. تستخدم كنهاية لعلامة الخط في معظم أنظمة UNIX والمتغيرات.
- 11 (علامة تبويب عمودية، VT ، \v ، ^K)، جدولة رأسية.
- 12 (نموذج التغذية، FF ، \f ، ^L)، لإخراج الطابعة للورق إلى أعلى الصفحة التالية، أو عبر طرف فيديو لمسح الشاشة.
- 13 (إرجاع CR ، \r ، ^M)، ينقل موضع الطباعة إلى بداية السطر، مما يسمح بالطباعة الفوقية. تستخدم كنهاية لعلامة الخط في Classic Mac OS و OS-9 و FLEX (والمتغيرات). يتم استخدام زوج CR+LF بواسطة CP / M -80 ومشتقاته بما في ذلك DOS وWindows وبروتوكولات طبقة التطبيقات مثل FTP وSMTP وHTTP .
- 26 (Control-Z ، SUB ، EOF ، ^Z). يعمل كنهاية ملف لملف وضع نص Windows i / o.
- 27 (escape ، ESC ، \e (GCC only)، ^[). يقدم تسلسل هروب.

يمكن وصف أمحرف التحكم بأنها تفعل شيئًا ما عندما يقوم المستخدم بإدخالها، مثل الكود 3 (محرف نهاية النص، ETX ، ^C) لمقاطعة عملية التشغيل، أو الرمز 4 (محرف نهاية الإرسال، EOT ، ^D)، تُستخدم لإنهاء إدخال النص أو للخروج من غلاف يونكس، عادة ما يكون لهذه الاستخدامات علاقة بسيطه باستخدامها عندما تكون في نص يتم إخراجها، وفي الأنظمة الحديثة لا تتضمن عادةً نقل رقم الكود على الإطلاق (بدلاً من ذلك، يحصل البرنامج على حقيقة أن المستخدم يضغط باستمرار على مفتاح Ctrl والضغط على المفتاح المميز بمحرف "C").
تم تحديد عدد قليل جدًا من أمحرف التحكم (33 في ASCII ، ويضيف معيار ECMA-48 32 محرفًا آخر)، كان هذا لأن المحطات الطرفية المبكرة كانت تحتوي على عناصر تحكم ميكانيكية أو كهربائية بدائية للغاية جعلت أي نوع من واجهات برمجة التطبيقات التي تتذكر الحالة مكلفًا للغاية، وبالتالي بدا رمزًا مختلفًا لكل وظيفة وكأنه مطلب. سرعان ما أصبح من الممكن وغير المكلف تفسير تسلسل الرموز لأداء وظيفة، ووجد صانعو الأجهزة طريقة لإرسال مئات من تعليمات الجهاز. على وجه التحديد، استخدموا رمز ASCII 27 (الهروب)، متبوعًا بسلسلة من المحارف تسمى «تسلسل التحكم» أو «تسلسل الهروب». اخترع هذه الآلية بوب بيمر، والد ASCII. على سبيل المثال، قد يتسبب تسلسل الكود 27، متبوعًا بالمحارف القابلة للطباعة "[2 ؛ 10H" ، في قيام محطة DEC VT-102 بتحريك منزلقتها إلى الخلية العاشرة من السطر الثاني من الشاشة، كما توجد عدة معايير لهذه التسلسلات، ولا سيما ANSI X3.64 . لكن عدد الاختلافات غير القياسية المستخدمة كبير، خاصة بين الطابعات، حيث تقدمت التكنولوجيا بشكل أسرع بكثير مما يمكن لأي هيئة معيارية مواكبة ذلك.

## في Unicode
في يونيكود، «أمحرف التحكم» هي U + 0000 — U + 001F (عناصر تحكم C0) و U + 007F (حذف) و U + 0080 — U + 009F (عناصر تحكم C1). فئتهم العامة هي «نسخة إلى». رموز التنسيق مميزة، في الفئة العامة "Cf". لا تحتوي أمحرف التحكم Cc على اسم في يونيكود، ولكن يتم إعطاء تسميات مثل "<control-001A>" بدلاً من ذلك.

## عرض
هناك عدد من الأساليب لعرض المحارف غير المطبوعة، والتي يمكن توضيحها باستخدام محرف الجرس في ترميز ASCII:
- نقطة الرمز: عشري 7، سداسي عشري 0x07
- اختصار يتكون غالبًا من ثلاثة أمحرف كبيرة: BEL
- محرف خاص يكثف الاختصار: Unicode U + 2407 (␇)، «رمز الجرس»
- تمثيل رسومي ISO 2047 : Unicode U + 237E (⍾)، «رسم للجرس»
- تدوين علامة الإقحام في ASCII ، حيث يتم تمثيل نقطة الرمز 00xxxxx كمحرف إقحام متبوعًا بالمحرف الكبير عند نقطة الرمز 10xxxxx: ^ G
- تسلسل هروب، كما هو الحال في أكواد سلسلة أمحرف C / C ++:\a ،\007 ،\x07 ، إلخ.

## كيف يتم تعيين امحرف التحكم إلى لوحات المفاتيح
تحتوي لوحات المفاتيح المستندة إلى ASCII على مفتاح يسمى «Control» أو "Ctrl" أو (نادرًا) "Cntl" والذي يتم استخدامه إلى حد كبير مثل مفتاح Shift ، حيث يتم الضغط عليه مع محرف آخر أو مفتاح رمز. في أحد التطبيقات، يُنشئ مفتاح التحكم الرمز 64 مكانًا أسفل الرمز للمحرف الكبير (بشكل عام) الذي يتم ضغطه مع (على سبيل المثال، طرح 64 من قيمة رمز ASCII في العلامة العشرية للمحرف الكبير (بشكل عام)). يتمثل التطبيق الآخر في أخذ رمز ASCII الذي تم إنتاجه بواسطة المفتاح والبت مع 31، مما يؤدي إلى جعل البتتين 6 و 7 إلى الصفر. على سبيل المثال، يؤدي الضغط على "control" والمحرف "g" أو "G" (الرمز 107 في رقم ثماني أو 71 في الأساس 10 ، وهو 01000111 في النظام الثنائي، إلى إنتاج الرمز 7 (Bell ، 7 في base 10، أو 00000111 في النظام الثنائي). يتم تمثيل المحرف NULL (الرمز 0) بواسطة Ctrl- @ ، "@" هو الرمز مباشرة قبل "A" في مجموعة أمحرف ASCII. للتسهيل، تقبل الكثير من المحطات Ctrl-Space كاسم مستعار لـ Ctrl- @. في كلتا الحالتين، ينتج عن ذلك أحد رموز التحكم ASCII 32 بين 0 و 31. هذا الأسلوب غير قادر على تمثيل محرف DEL بسبب قيمته (الكود 127)، لكن Ctrl-؟ غالبًا ما يتم استخدامه لهذه الشخصية، حيث يطرح 64 من "؟" يعطي −1، والذي إذا تم إخفاء 7 بتات يكون 127.
عند الضغط باستمرار على مفتاح التحكم، تنتج مفاتيح المحارف نفس أمحرف التحكم بغض النظر عن حالة مفتاح Shift أو مفتاح caps lock. بمعنى آخر، لا يهم ما إذا كان المفتاح سينتج أمحرفًا كبيرة أو صغيرة. يختلف تفسير مفتاح التحكم مع المسافة ومحرف الرسومات ومفاتيح الأرقام (رموز ASCII من 32 إلى 63) بين الأنظمة، سينتج البعض نفس رمز المحرف كما لو لم يتم الضغط على مفتاح التحكم. تقوم الأنظمة الأخرى بترجمة هذه المفاتيح إلى أمحرف تحكم عند الضغط على مفتاح التحكم. يختلف تفسير مفتاح التحكم باستخدام مفاتيح غير ASCII («الخارجية») أيضًا بين الأنظمة.
غالبًا ما يتم تقديم أمحرف التحكم إلى نموذج قابل للطباعة يُعرف باسم تدوين علامة الإقحام عن طريق طباعة علامة إقحام (^) ثم محرف ASCII الذي يحتوي على قيمة محرف التحكم بالإضافة إلى 64، يتم عرض أمحرف التحكم التي تم إنشاؤها باستخدام مفاتيح المحارف بالمحرف الكبير للمحرف، على سبيل المثال، يمثل ^ G الكود 7، والذي يتم إنشاؤه بالضغط على مفتاح G عند الضغط باستمرار على مفتاح التحكم.
تحتوي لوحات المفاتيح أيضًا عادةً على عدد قليل من المفاتيح الفردية التي تنتج رموز أمحرف التحكم، على سبيل المثال، ينتج عن المفتاح المسمى "Backspace" رمز 8 أو رمز "Tab" 9 أو "Enter" أو رمز "Return" 13 (على الرغم من أن بعض لوحات المفاتيح قد تنتج الرمز 10 لـ "Enter").
تتضمن العديد من لوحات المفاتيح مفاتيح لا تتوافق مع أي محرف ASCII قابل للطباعة أو محرف تحكم، على سبيل المثال أسهم التحكم في المنزلقة ووظائف معالجة الكلمات. يتم توصيل ضغطات المفاتيح المصاحبة لبرامج الكمبيوتر بإحدى الطرق الأربع: تخصيص أمحرف تحكم غير مستخدمة بخلاف ذلك؛ استخدام بعض الترميز بخلاف ASCII ؛ استخدام تسلسلات تحكم متعددة المحارف؛ أو باستخدام آلية إضافية خارج توليد المحارف. عادةً ما تستخدم محطات الكمبيوتر «الغبية» تسلسلات تحكم، وعادةً ما تستخدم لوحات المفاتيح المتصلة بأجهزة الكمبيوتر الشخصية المستقلة التي تم تصنيعها في الثمانينيات إحدى الطريقتين (أو كليهما)، تُنشئ لوحات مفاتيح الكمبيوتر الحديثة رموزًا ضوئية تحدد المفاتيح المادية المحددة التي يتم الضغط عليها؛ ثم يحدد برنامج الكمبيوتر كيفية التعامل مع المفاتيح التي يتم الضغط عليها، بما في ذلك أي من الطرق الأربع الموضحة أعلاه.

## الغرض من التصميم
تم تصميم أمحرف التحكم لتندرج في مجموعات قليلة: التحكم في الطباعة والعرض، وهيكلة البيانات، والتحكم في الإرسال، ومتنوعة.

### الطباعة والتحكم في العرض
تم استخدام أمحرف التحكم في الطباعة لأول مرة للتحكم في الآلية المادية للطابعات، وهي أقدم جهاز إخراج، كان التنفيذ المبكر لهذه الفكرة هو أمحرف التحكم في النقل ASA خارج النطاق، في وقت لاحق، تم دمج أمحرف التحكم في دفق البيانات المراد طباعتها. عندما يتم إرسال محرف الإرجاع (CR) إلى مثل هذا الجهاز، فإنه يتسبب في وضع المحرف على حافة الورقة التي تبدأ عندها الكتابة (قد يقوم أو لا ينقل أيضًا موضع الطباعة إلى السطر التالي). يؤدي محرف تغذية السطر (LF / NL) إلى قيام الجهاز بوضع موضع الطباعة في السطر التالي، قد (أو لا)، اعتمادًا على الجهاز وتكوينه، يقوم أيضًا بنقل موضع الطباعة إلى بداية السطر التالي (والذي سيكون أقصى اليسار للنصوص من اليسار إلى اليمين، مثل المحارف الأبجدية المستخدمة للغربية اللغات، والموضع الموجود في أقصى اليمين للنصوص من اليمين إلى اليسار مثل الأبجدية العبرية والعربية)، تتسبب أمحرف الجدولة الرأسية والأفقية (VT و HT / TAB) في قيام جهاز الإخراج بتحريك موضع الطباعة إلى علامة الجدولة التالية في اتجاه القراءة. يبدأ محرف تغذية النموذج (FF / NP) ورقة جديدة، وقد ينتقل أو لا ينتقل إلى بداية السطر الأول، يحرك محرف المسافة الخلفية (BS) موضع الطباعة مسافة محرف واحد للخلف. في الطابعات، يتم استخدام هذا غالبًا حتى تتمكن الطابعة من الطباعة الفوقية للأمحرف لعمل أمحرف أخرى غير متوفرة عادةً. على المحطات الطرفية وأجهزة الإخراج الإلكترونية الأخرى، غالبًا ما توجد خيارات تكوين للبرامج (أو الأجهزة) والتي ستسمح بتدمير مسافة للخلف (أي، تسلسل BS ، SP ، BS) الذي يمحو، أو غير مدمر لا يفعل ذلك. إن إزاحة المحارف وإزاحتها (SI و SO) المحددة لمجموعات المحارف البديلة أو الخطوط أو التسطير أو أوضاع الطباعة الأخرى. غالبًا ما تم استخدام تسلسل الهروب للقيام بنفس الشيء.
مع ظهور محطات الكمبيوتر التي لم تطبع فعليًا على الورق وبالتالي قدمت المزيد من المرونة فيما يتعلق بوضع الشاشة والمسح وما إلى ذلك، تم تكييف رموز التحكم في الطباعة، تغذيات النموذج، على سبيل المثال، عادةً ما تمسح الشاشة، ولا توجد صفحة ورقية جديدة للانتقال إليها. تم تطوير تسلسل هروب أكثر تعقيدًا للاستفادة من مرونة المحطات الطرفية الجديدة، وفي الواقع الطابعات الأحدث. لطالما كان مفهوم شخصية التحكم مقيدًا إلى حد ما، وكان كذلك للغاية عند استخدامه مع أجهزة جديدة أكثر مرونة. يمكن أن تتطابق تسلسلات التحكم (التي يتم تنفيذها أحيانًا كتسلسلات هروب) مع المرونة والقوة الجديدين وأصبحت الطريقة القياسية، ومع ذلك، كانت هناك، ولا تزال، مجموعة كبيرة ومتنوعة من التسلسلات القياسية للاختيار من بينها.

### هيكلة البيانات
تم عمل الفواصل (ملف، مجموعة، سجل، ووحدة: FS و GS و RS و US) لهيكلة البيانات، عادةً على شريط، من أجل محاكاة البطاقات المثقوبة. نهاية الوسيط (EM) يحذر من أن الشريط (أو وسيط تسجيل آخر) على وشك الانتهاء، بينما تستخدم العديد من الأنظمة CR / LF و TAB لهيكلة البيانات، فمن الممكن مواجهة أمحرف التحكم الفاصلة في البيانات التي تحتاج إلى هيكلة. لا يتم تحميل أمحرف تحكم الفاصل بشكل زائد؛ لا يوجد استخدام عام لها باستثناء فصل البيانات إلى مجموعات منظمة، تكون قيمها الرقمية متجاورة مع محرف المسافة، والذي يمكن اعتباره عضوًا في المجموعة، كفاصل كلمة.

### التحكم في ناقل الحركة
تم تصميم أمحرف التحكم في الإرسال لبناء تدفق البيانات، وإدارة إعادة الإرسال أو الفشل الرشيق، حسب الحاجة، في مواجهة أخطاء الإرسال.
كانت بداية محرف العنوان (SOH) هي وضع علامة على قسم غير متعلق بالبيانات في دفق البيانات - وهو جزء من الدفق يحتوي على العناوين وبيانات التدبير المنزلي الأخرى. كانت بداية المحرف النصي (STX) علامة على نهاية الرأس، وبداية الجزء النصي من الدفق. حددت نهاية المحرف النصي (ETX) نهاية بيانات الرسالة. من الاصطلاحات المستخدمة على نطاق واسع جعل المحرفين اللذين يسبقان ETX مجموعًا اختباريًا أو CRC لأغراض اكتشاف الأخطاء. تم استخدام نهاية محرف كتلة الإرسال (ETB) للإشارة إلى نهاية كتلة البيانات، حيث تم تقسيم البيانات إلى مثل هذه الكتل لأغراض الإرسال.
كان المقصود من محرف الهروب (ESC) «اقتباس» المحرف التالي، إذا كان محرف تحكم آخر، فسيتم طباعته بدلاً من أداء وظيفة التحكم، لا يتم استخدامه تقريبًا لهذا الغرض اليوم، يتم استخدام العديد من المحارف القابلة للطباعة «كأمحرف هروب» مرئية، بالاعتماد على السياق.
كان الغرض من المحرف البديل (SUB) هو طلب ترجمة المحرف التالي من محرف قابل للطباعة إلى قيمة أخرى ، عادةً عن طريق ضبط البت 5 على صفر. هذا مفيد لأن بعض الوسائط (مثل الأوراق التي تنتجها الآلات الكاتبة) يمكنها فقط نقل المحارف القابلة للطباعة. ومع ذلك ، في أنظمة MS-DOS التي تحتوي على ملفات مفتوحة في وضع النص ، يتم تمييز «نهاية النص» أو «نهاية الملف» بواسطة هذا المحرف Ctrl-Z ، بدلاً من Ctrl-C أو Ctrl-D ، الشائعين في الآخرين أنظمة التشغيل.
يشير محرف الإلغاء (CAN) إلى أنه يجب التخلص من العنصر السابق، إن محرف الإقرار السلبي (NAK) هو علامة محددة ، عادةً ، للإشارة إلى أن الاستقبال كان يمثل مشكلة ، وفي كثير من الأحيان ، يجب إرسال العنصر الحالي مرة أخرى، عادةً ما يتم استخدام محرف الاستلام (ACK) كعلامة للإشارة إلى عدم اكتشاف مشكلة في العنصر الحالي.
عندما يكون وسط الإرسال نصف مزدوج (أي أنه يمكنه الإرسال في اتجاه واحد فقط في كل مرة)، فعادةً ما تكون هناك محطة رئيسية يمكنها الإرسال في أي وقت ، ومحطة تابعة واحدة أو أكثر تقوم بالإرسال عندما يكون لديهم إذن، يتم استخدام محرف الاستفسار (ENQ) بشكل عام بواسطة محطة رئيسية لتطلب من محطة تابعة إرسال رسالتها التالية، تشير محطة تابعة إلى أنها قد أكملت الإرسال بإرسال نهاية محرف الإرسال (EOT).
كانت رموز التحكم في الجهاز (من DC1 إلى DC4) عامة في الأصل ، ليتم تنفيذها حسب الضرورة بواسطة كل جهاز. ومع ذلك ، فإن الحاجة العامة في نقل البيانات هي مطالبة المرسل بإيقاف الإرسال عندما يتعذر على جهاز الاستقبال مؤقتًا قبول أي بيانات أخرى، ابتكرت شركة Digital Equipment Corporation اتفاقية تستخدم 19 (محرف التحكم في الجهاز المكون من 3 أمحرف (DC3)، والمعروف أيضًا باسم control-S أو XOFF) إلى الإرسال العلوي "S"، و 17 (يتحكم الجهاز بمحرف واحد (DC1)، ويعرف أيضًا باسم عنصر التحكم -Q أو XON) لبدء الإرسال، لقد أصبح مستخدمًا على نطاق واسع لدرجة أن معظم الناس لا يدركون أنه ليس جزءًا من ASCII الرسمي. ومع ذلك ، فإن هذه التقنية تتجنب الأسلاك الإضافية في كبل البيانات المخصصة فقط لإدارة الإرسال ، مما يوفر المال، يجب استخدام بروتوكول معقول لاستخدام إشارات التحكم في تدفق الإرسال هذه ، لتجنب ظروف الجمود المحتملة ، مع ذلك.
تم تصميم محرف الهروب من ارتباط البيانات (DLE) ليكون إشارة إلى الطرف الآخر من ارتباط البيانات بأن المحرف التالي هو محرف تحكم مثل STX أو ETX. على سبيل المثال ، يمكن تنظيم الحزمة بالطريقة التالية (DLE) <STX> <PayLOAD> (DLE) <ETX>.

### رموز متنوعة
يهدف الرمز 7 (BEL) إلى إحداث إشارة مسموعة في طرف الاستقبال.
تم تصميم العديد من أمحرف التحكم ASCII للأجهزة في ذلك الوقت والتي لا تتم رؤيتها كثيرًا اليوم. على سبيل المثال ، تم إرسال الرمز 22، «الخمول المتزامن» (SYN)، في الأصل بواسطة أجهزة المودم المتزامنة (التي يتعين عليها إرسال البيانات باستمرار) عندما لا توجد بيانات فعلية لإرسالها. (تستخدم الأنظمة الحديثة عادةً بت البداية للإعلان عن بداية الكلمة المرسلة — وهذه ميزة للاتصال غير المتزامن، شوهدت روابط الاتصال المتزامنة في كثير من الأحيان مع الحواسيب المركزية ، حيث تم تشغيلها عادةً عبر الخطوط المؤجرة للشركة لتوصيل حاسب مركزي بإطار مركزي آخر أو ربما كمبيوتر صغير.)
الرمز 0 (الاسم الرمزي ASCII NUL) هو حالة خاصة. في الشريط الورقي ، هذا هو الحال عندما لا توجد ثقوب، من الملائم التعامل مع هذا على أنه محرف تعبئة دون أي معنى آخر. نظرًا لأن موضع محرف NUL لا يحتوي على ثقوب مثقوبة ، يمكن استبداله بأي محرف آخر في وقت لاحق ، لذلك تم استخدامه عادةً لحجز مساحة ، إما لتصحيح الأخطاء أو لإدخال المعلومات التي ستكون متاحة في وقت لاحق أو في مكان آخر، غالبًا ما يتم استخدامه في الحوسبة للحشو في السجلات ذات الطول الثابت وبشكل أكثر شيوعًا ، لتمييز نهاية السلسلة.
الكود 127 (DEL ، المعروف أيضًا باسم "rubout") هو أيضًا حالة خاصة. رمزها المكون من 7 بتات هو كل بتات ثنائية ، والتي تمحو بشكل أساسي خلية شخصية على شريط ورقي عند اللكم الزائد. كان الشريط الورقي وسيلة تخزين شائعة عندما تم تطوير ASCII ، مع تاريخ حوسبة يعود إلى معدات كسر كود الحرب العالمية الثانية في Biuro Szyfrów . أصبح الشريط الورقي قديمًا في السبعينيات ، لذلك نادرًا ما شهد هذا الجانب الذكي من ASCII أي استخدام بعد ذلك، قامت بعض الأنظمة (مثل التفاح الأصلي) بتحويله إلى مسافة للخلف، ولكن نظرًا لأن الكود الخاص به يقع في النطاق الذي تشغله المحارف الأخرى القابلة للطباعة ، ولأنه لا يحتوي على محرف رسومي معين رسميًا ، فقد استخدمه العديد من بائعي أجهزة الكمبيوتر كمحرف إضافي قابل للطباعة (غالبًا ما يكون محرف «مربع» أسود بالكامل مفيدًا لمسح النص عن طريق الطباعة الفوقية بالحبر).
عادةً ما يتم تنفيذ ROM غير القابلة للمسح القابلة للبرمجة كمصفوفات من العناصر القابلة للاندماج ، يمثل كل منها قليلاً، والتي لا يمكن تبديلها إلا في اتجاه واحد ، عادةً من واحد إلى صفر. في مثل هذه PROMs ، يمكن استخدام أمحرف DEL و NUL بنفس الطريقة التي تم استخدامها على الشريط المثقوب: أحدهما للاحتفاظ ببايتات التعبئة التي لا معنى لها والتي يمكن كتابتها لاحقًا ، والآخر لتحويل البايت المكتوبة إلى بايت تعبئة لا معنى لها. بالنسبة إلى PROMs التي تقوم بالتبديل من واحد إلى صفر ، يتم عكس أدوار NUL و DEL ؛ أيضًا ، سيعمل DEL فقط مع أمحرف 7 بت ، والتي نادرًا ما تستخدم اليوم ؛ بالنسبة لمحتوى 8 بت ، يمكن استخدام رمز المحرف 255، الذي يُعرَّف على أنه محرف مسافة غير منقسمة ، بدلاً من DEL.
لا تسمح العديد من أنظمة الملفات بأمحرف التحكم في أسماء الملفات، حيث قد يكون لها وظائف محجوزة.

## روابط خارجية
- مجموعة ISO IR 1 C0 من ISO 646 (PDF)